# 태성고등학교
태성고등학교(泰成高等學校)는 대한민국 경기도 용인시 처인구 남동에 있는 사립 고등학교이다.

## 학교 연혁
- 1946년 7월 10일 : 재단법인 태성학원 설립 인가
- 1952년 5월 7일 : 초대 이의철 교장 취임
- 1955년 3월 10일 : 제1회 86명 졸업
- 1986년 11월 3일 : 24학급 증설 인가(각 학년 8학급)
- 1987년 3월 6일 : 태성학원을 가농학원으로 명칭 변경
- 1998년 4월 20일 : 가농관(생활관) 개관
- 2004년 2월 5일 : 영어 특성화고등학교 지정(경기도교육청)
- 2010년 2월 23일 : 제16대 윤문덕 이사장 취임
- 2012년 3월 2일 : 경기도교육청 중국어특성화교 지정
- 2018년 2월 22일 : 제2외국어교육 으뜸학교, 국제교류학교 선정
- 2019년 3월 2일 : 고교학점제 선도학교 지정(경기도교육청)
- 2023년 3월 1일 : 제15대 강찬식 교장 취임
- 2024년 1월 9일 : 제70회 219명(총 17,149명) 졸업

## 참고 자료
- 태성고등학교 - 한국교육학술정보원 학교알리미